# Caméra Cinex Bourdereau
La Caméra Cinex Bourdeau est un petit appareil 35 mm portable créé en 1922 par un mécanicien, Alphonse Bourdereau, qui remporta un franc succès à cause de son poids (2,3 kg à manivelle, 5 kg avec moteur électrique) et de sa portabilité exceptionnelle en l’équipant d’un guidon, qui fait de cet instrument un précurseur des caméras modernes. « À partir de 1922, Bourdereau commence à produire des petites caméras 35 mm légères et maniables, utilisés non seulement par les amateurs, mais également par les professionnels, désirant sortir des studios, bien avant la Nouvelle Vague (Jean Dréville utilise ainsi une caméra Cinex pour le tournage du film Autour de l’Argent, et Marcel L’Herbier pour Nuits de princes). ».

## Description
Le Cinex de 1922 a la forme traditionnelle des caméras de l’époque : un parallélépipède rectangle de 15 cm seulement de haut, et 13 cm de large, avec une épaisseur de 7 cm. Le boîtier est en fonte d’aluminium. Son poids très léger ne l’empêche pas d’avoir un volant de régulation de rotation du mécanisme. Équipé d’une Griffe double sans contre-griffes, son obturateur est réglable. La visée est effectuée par un simple viseur sport. Un tube optique permet également la mise au point en place du film. Il peut être amélioré par l'apport d'un moteur électrique à la place de la manivelle, et par l'adjonction d'un magasin coplanaire à galette de 40 ou 60 mètres de pellicule 35 mm débitée à la cadence de 16 images par seconde (2 ou 4 minutes).